# Karl Köther (Radsportler, 1942)
Karl Köther (* 1. Januar 1942 in Hannover) ist ein ehemaliger deutscher Radrennfahrer und nationaler Meister im Radsport.

## Sportliche Laufbahn
Köther war im Bahnradsport aktiv. Er war Teilnehmer der Olympischen Sommerspiele 1972 in München. Im 1000-Meter-Zeitfahren verfehlte er als Vierter eine Medaille nur knapp. Er startete auch im Sprint.
1975 wurde er vor Gerhard Schöfer nationaler Meister im 1000-Meter-Zeitfahren. 1970 war er Vize-Meister hinter Schöfer, 1972 hinter Hans Michalsky. Köther startete für den Verein HRC Hannover.

## Familiäres
Sein Vater Karl Köther war Bronzemedaillengewinnen der Olympischen Sommerspiele 1928 im Tandemrennen.